# 古斯塔夫·迪尔施
古斯塔夫·迪尔施（瑞典語：Gustaf Dyrsch，1890年8月28日—1974年5月7日），瑞典男子马术运动员。他曾代表瑞典参加1920年夏季奥林匹克运动会马术比赛，在个人三日赛项目上未能完成比赛。